# Steve Locher
Steve Locher, född 19 september 1967 i Salins, är en schweizisk före detta alpin skidåkare.